# Theo Angelopoulos
Pour les articles homonymes, voir Angelopoulos.
Thódoros Angelópoulos (grec moderne : Θόδωρος Αγγελόπουλος), plus connu à l’étranger sous le nom de Theo Angelopoulos, est un cinéaste grec né à Athènes le 27 avril 1935 et mort au Pirée le 24 janvier 2012,, à l'âge de 76 ans.
Après avoir été critique de films entre 1964 et 1967, il s'est tourné vers la réalisation de longs métrages. Thódoros Angelópoulos fut lauréat de la Palme d'or du Festival de Cannes et du Lion d'argent au Festival de Venise. Il est considéré comme le grand représentant du Nouveau cinéma grec et une figure éminente du cinéma moderne européen.

## Biographie

### Jeunesse et études
Theo Angelopoulos naît en 1935, un an avant la prise du pouvoir par Ioánnis Metaxás dont le régime autoritaire s'écroule avec l'occupation de la Grèce par la Wehrmacht et l'armée mussolinienne. À 9 ans, il assiste à la libération et l'occupation du pays par les troupes alliées britanniques et américaines. La guerre civile consécutive qui déchire le peuple grec s'achève en 1952 avec l'élection du maréchal Aléxandros Papágos au poste de Premier ministre. Le 21 avril 1967, moins d'une semaine avant son 32e anniversaire, le cinéaste voit la Grèce basculer dans la dictature des colonels qui prend fin en 1974. Ce contexte troublé et les drames qui en découlent influencent son œuvre.
Après des études de droit à l'université d'Athènes et le service militaire, Angelopoulos rejoint Paris en 1961. Il étudie d'abord à la Sorbonne la philosophie, la filmologie et l'anthropologie sous la tutelle de Claude Lévi-Strauss. L'année suivante, il entre à l’IDHEC (aujourd'hui La Femis). Il en est renvoyé pour « non-conformisme » dès la fin de sa première année. Ce renvoi est dû au contentieux qui l'oppose à son professeur de mise en scène sur le principe de champ-contrechamp qu'il ne cesse, par la suite, de récuser. Malgré cette éviction, Angelopoulos tourne avec des condisciples de l'IDHEC sa première œuvre En noir et blanc qui ne sera jamais développée par manque de moyens. Il participe à un atelier du Musée de l'Homme où il s'initie aux techniques du cinéma direct auprès de Jean Rouch. À Paris, le réalisateur vit de divers petits métiers : veilleur de nuit dans les hôtels, balayeur à l'aéroport d'Orly ou encore ouvreur à la Cinémathèque. C'est par ailleurs dans la capitale française qu'Angelopoulos découvre le Cinema Novo brésilien et les films de Friedrich Wilhelm Murnau, Orson Welles, Carl Theodor Dreyer, Michelangelo Antonioni, Ingmar Bergman, Luis Buñuel et Andreï Tarkovski. Son œuvre future en porte l'empreinte à des degrés divers.
De retour à Athènes en 1964, il devient critique cinématographique pour la revue Cinéma moderne et le quotidien de gauche Demokratiki Allaghi (Changement démocratique) jusqu'à sa fermeture lors du coup d’État des Colonels,. Occasionnellement, Angelopoulos assure les fonctions d'acteur et de directeur de production sur quelques tournages.
En 1965, il entame la réalisation d'un premier long métrage qui reste inachevé, Forminx Story, consacré au groupe de musique pop grec, The Forminx, dont le musicien et compositeur Vangelis est un des fondateurs.

### Cinéma politique
Après son court métrage L’Émission, Angelopoulos réalise en 1970 son premier long métrage, La Reconstitution, récompensé par les Prix du meilleur film et du meilleur réalisateur au festival de Thessalonique.
Ses premiers films, de 1970 à 1980 sont marqués par une dénonciation politique, principalement de la dictature en Grèce. La trilogie débutée en 1972 par Jours de 36, poursuivie trois ans plus tard avec Le Voyage des comédiens puis achevée en 1977 par Les Chasseurs évoque la mise en place du régime du 4-Août de Ioánnis Metaxás, puis les années d'occupation et de guerre civile et enfin la domination politique de la bourgeoisie choisissant par peur la dictature des colonels. Ensuite, son Alexandre le Grand de 1980 crée la surprise et change de point de vue. Angelopoulos s'y intéresse à la dérive totalitaire de l'idéologie socialiste, une fois confrontée à l'exercice du pouvoir.

### Cinéma existentiel
Le deuxième cycle cinématographique d'Angelopoulos (Voyage à Cythère 1983, L’Apiculteur 1986 et Paysage dans le brouillard 1988) quitte le récit collectif fondé sur l'Histoire, pour se tourner vers l'expérience individuelle et intérieure, avec cependant encore un discours politique en arrière-plan. Face aux limites du gouvernement PASOK d’Andréas Papandréou, le désenchantement d'Angelopoulos est réel : si la politique ne peut transformer le monde, le réalisateur place alors ses espoirs dans l'enfance, capable de recréer le monde.

### Cinéma universel
Dans un troisième cycle (Le Pas suspendu de la cigogne, Le Regard d’Ulysse et L'Éternité et Un Jour), Angelopoulos ouvre son discours, jusque-là grec, au monde. Après l'obtention de la Palme d'or cannoise en 1998, Angelopoulos fait une pause dans son parcours et revient en 2004 avec Eléni, premier volet d'une trilogie sur le XXe siècle par le prisme d’une histoire d’amour. En 2008, il signe La Poussière du temps, deuxième opus de sa trilogie Eléni. Curieusement, en dépit d'une distribution de premier ordre (Michel Piccoli, Bruno Ganz, Willem Dafoe, Irène Jacob…) et de la réputation dont jouit le cinéaste auprès des critiques et des cinéphiles français, ce dernier n'est distribué en France qu'en 2013 alors qu'il avait été projeté en ouverture de la Berlinale en février 2009.

### Films
Malgré le succès qu'il a rencontré en Grèce, Angelopoulos a longtemps été accusé, dans son pays, de faire un cinéma pour l'étranger. Ses films sont pourtant situés dans un cadre spécifiquement grec. Ils sont contemplatifs, exigeants, hermétiques, voire déroutants pour le grand public. Généralement, ils se caractérisent par une lenteur hypnotique, renforcée par l'utilisation sporadique d'une voix off. Leur structure narrative est complexe et laisse une place importante aux visions poétiques. Angelopoulos dit être influencé, dans son écriture cinématographique, par la poésie de Rainer Maria Rilke, Georges Séféris et T. S. Eliot. Il écrit ses scénarios comme des nouvelles : « Mes scénarios sont succincts et littéraires, ce sont des sortes de nouvelles, que mes assistants ont du mal à découper. Si j'écris ainsi, c'est que la scène n'est pas encore visualisée, c'est une façon de marquer qu'elle ne l'est pas. ». Le cinéaste avoue que sa manière d'écrire porte aussi l'empreinte de James Joyce, son écrivain préféré dont il rêvait d'adapter Ulysse, le chef-d’œuvre. Le Regard d'Ulysse, qui prend pour point de départ le retour au pays d'un réalisateur grec exilé à la recherche de trois bobines non développées des frères Manákis, est une référence explicite à ce roman, tant par le titre que par les thèmes et l'esthétique (mosaïque d'images allégoriques, mélange de temporalités rappelant le flux de conscience, voyage physique et mental, vertigineux plans-séquences analogues à la syntaxe de l'œuvre originale, etc.). Le film peut être vu comme une relecture cinématographique personnelle du roman de Joyce dans laquelle l'histoire balkanique et la guerre en Bosnie supplantent l'arrière-plan irlandais.
Les mises en scène d'Angelopoulos ont recours à des plans-séquences et des travellings d'une grande sophistication qui joignent en un même mouvement le réel, le fantasme et l'hallucinatoire,. L'auteur définit son style comme une « esthétique du non-dit ». Le décor de ses longs métrages est fantasmagorique et nimbé de brouillard. Les paysages enneigés constituent l'un des invariants formels de son œuvre qui dessine une cartographie du temps où se recoupent quête mystique, préoccupations métaphysiques, engagement politique, élégie ou encore réalité intérieure et extérieure. Le cinéaste fait déclarer au chauffeur de taxi du Regard d'Ulysse : « Moi, la neige, je lui parle depuis 25 ans. La neige me connaît. Je me suis arrêté parce qu'elle a dit non. La neige, il faut la respecter. ».
Si la première période de sa filmographie se conçoit comme une série de fresques monumentales sur l'histoire grecque et une réflexion politique sur la violence, l'hypocrisie sociale, le déracinement et l'absence de liberté, la seconde, qui garde les Balkans comme cadre de prédilection, s'inscrit dans un cycle de thèmes universels : la vie, la mort, l'enfance, la vieillesse, le souvenir, la mélancolie, les ruines de la civilisation, la frontière, l'art, le rêve… À la fin de sa carrière, Angelopoulos délaisse ostensiblement son discours critique pour s'orienter vers une peinture des sentiments. Voyage à Cythère et L’Apiculteur marquent ce passage vers une tonalité intimiste que confirment Le Pas suspendu de la cigogne, Le Regard d'Ulysse et L'Éternité et un jour, film sur la nostalgie dans lequel un écrivain à l'hiver de sa vie tente de faire la paix avec le monde, représenté par un enfant,. La mémoire collective et individuelle joue un rôle majeur chez le cinéaste qui unit réalité historique, onirisme, allégorie et vie quotidienne. Ses derniers longs métrages fondent une interrogation sombre et angoissée sur la fin du xxe siècle.
Dans ses réalisations, la chronologie des événements est entrelacée d'images du passé. Le souvenir et le rêve font irruption dans le présent, sans flashbacks classiques ni indicateurs clairs sur le changement de temporalité. La marche du temps, ponctuée par le chaos, l'irrationnel et le fantôme des guerres, empêche tout discours psychologique ou narratif accessible et évident. Le réalisateur explique en 1995 : « Pour moi, il  [le plan] sert à exprimer cette idée que le passé n'est pas le passé, mais le présent : au moment où nous vivons le présent, nous vivons aussi une partie du passé. De la même manière, j'utilise l'espace off. ».

### Récompenses
Ses films, qui explorent également la dimension du mythe et des symboles, ont régulièrement été salués par la critique et la profession. Alexandre le Grand, qui relate le parcours d'un brigand grec, remporte le Lion d'Or (ex aequo avec Gloria de John Cassavetes et Atlantic City de Louis Malle) et le prix FIPRESCI à la Mostra de Venise en 1980. Un Lion d'argent vient ensuite récompenser Paysage dans le brouillard en 1988. Quatre ans auparavant, le réalisateur avait obtenu, à Cannes, le Prix du scénario et le Prix de la Critique internationale pour Voyage à Cythère.
Dans les années 1990, le travail d'Angelopoulos est reconnu au plus haut niveau. Trois ans après que Le Regard d'Ulysse a remporté le Grand Prix au Festival de Cannes, le cinéaste se voit décerner la Palme d'or pour L'Éternité et Un Jour en 1998, récompense qui lui avait toujours échappé.
En 2004, l'Université Stendhal-Grenoble 3 lui décerne le titre de docteur honoris causa. Il reçoit le prix Robert-Bresson en 2005, reconnaissance de compatibilité de son œuvre avec l'Évangile.
En 2008, il reçoit la Médaille d'Or du Círculo de Bellas Artes (Espagne).

### Collaborations
Fidèle dans le travail, Theo Angelopoulos a sollicité à plusieurs reprises le scénariste italien Tonino Guerra, les directeurs de la photographie Yórgos Arvanítis et Andréas Sinani, le décorateur Mikes Karapipéris et la compositrice Eléni Karaïndrou. Par ailleurs, il a dirigé à deux reprises Marcello Mastroianni (L'Apiculteur et Le Pas suspendu de la cigogne) et fit partie du jury du 40e Festival de Cannes qui décerna au comédien le second Prix d'interprétation masculine de sa carrière pour Les Yeux noirs de Nikita Mikhalkov.

### Décès
Dans l'après-midi du 24 janvier 2012, Theo Angelopoulos tourne, dans une rue d'une banlieue du Pirée, le dernier volet de sa trilogie, L'Autre Mer, consacré à la crise grecque. En traversant Le Pirée durant le tournage, il est renversé par un motard de la police (pas en service au moment des faits). Le choc provoque de graves blessures crâno-encéphaliques, une hémorragie interne et plusieurs fractures. Il est transporté d'urgence dans un hôpital privé où il succombe à ses blessures vers 22 h 40 (UTC+2). Une enquête est ouverte sur les circonstances de l'accident et la réaction des services de secours. L'annonce de sa disparition est un choc pour l'opinion grecque. De nombreux hommages du monde de la culture et de la politique sont rendus au cinéaste, notamment de la part de la nouvelle génération du cinéma grec qui revendique son influence.

### Hommages
Un prix Theo Angelopoulos est créé pour lui rendre hommage. Il est remis lors de chaque festival international du film de Thessalonique.

## Filmographie

### Courts métrages
- 1965 : Formix Story (inachevé)
- 1968 : L'Émission (Η Εκπομπή)
- 2007 : Chacun son cinéma - segment Trois Minutes

### Longs métrages
- 1970 : La Reconstitution (Αναπαράσταση)
- 1972 : Jours de 36 (Μέρες του ’36)
- 1975 : Le Voyage des comédiens (Ο Θίασος)
- 1977 : Les Chasseurs (Οι Κυνηγοί)
- 1980 : Alexandre le Grand (Ο Μεγαλέξανδρος)
- 1983 : Athènes, retour sur l'Acropole (Αθήνα, επιστροφή στην Ακρόπολη) — documentaire télévisé
- 1984 : Voyage à Cythère (Ταξίδι στα Κύθηρα)
- 1986 : L’Apiculteur (Ο Μελισσοκόμος)
- 1988 : Paysage dans le brouillard (Τοπίο στην Ομίχλη)
- 1991 : Le Pas suspendu de la cigogne (Το Μετέωρο Βήμα του Πελαργού)
- 1995 : Le Regard d'Ulysse (Το Βλέμμα του Οδυσσέα)
- 1998 : L'Éternité et Un Jour (Μια Αιωνιότητα και μια Μέρα)
- 2004 : Eléni : La Terre qui pleure (Τριλογία: Το Λιβάδι που Δακρύζει)
- 2008 : La Poussière du temps (Τριλογία 2: Η σκόνη του χρόνου)
- 2012 : L'Autre Mer (Τριλογία 3: Η άλλη θάλασσα) — film inachevé

## Distinctions
- 1976 : Prix de l'Âge d'or pour Le Voyage des comédiens
- 1980 : Prix FIPRESCI à la Mostra de Venise - Alexandre le Grand (Ο Μεγαλέξανδρος)
- 1984 : Prix du scénario et Prix de la Critique internationale au festival de Cannes - Voyage à Cythère (Ταξίδι στα Κύθηρα)
- 1988 : Lion d'argent à la Mostra de Venise - Paysage dans le brouillard (Τοπίο στην Ομίχλη)
- 1995 : Grand Prix et Prix de la Critique internationale au Festival de Cannes - Le Regard d'Ulysse (Το Βλέμμα του Οδυσσέα)
- 1998 : Palme d'or et Prix du jury œcuménique au Festival de Cannes - L'Éternité et Un Jour (Μια Αιωνιότητα και μια Μέρα)
- 2001 : Prix Robert-Bresson à la Mostra de Venise (décerné par l'Église catholique)
- 2012 : Prix des nuits noires

### Filmographie
- La vie de Theo Angelopoulos, son travail, sa passion ont fait l’objet d’un documentaire réalisé en 2008 par Élodie Lélu ([présentation en ligne].)